# 항우울제

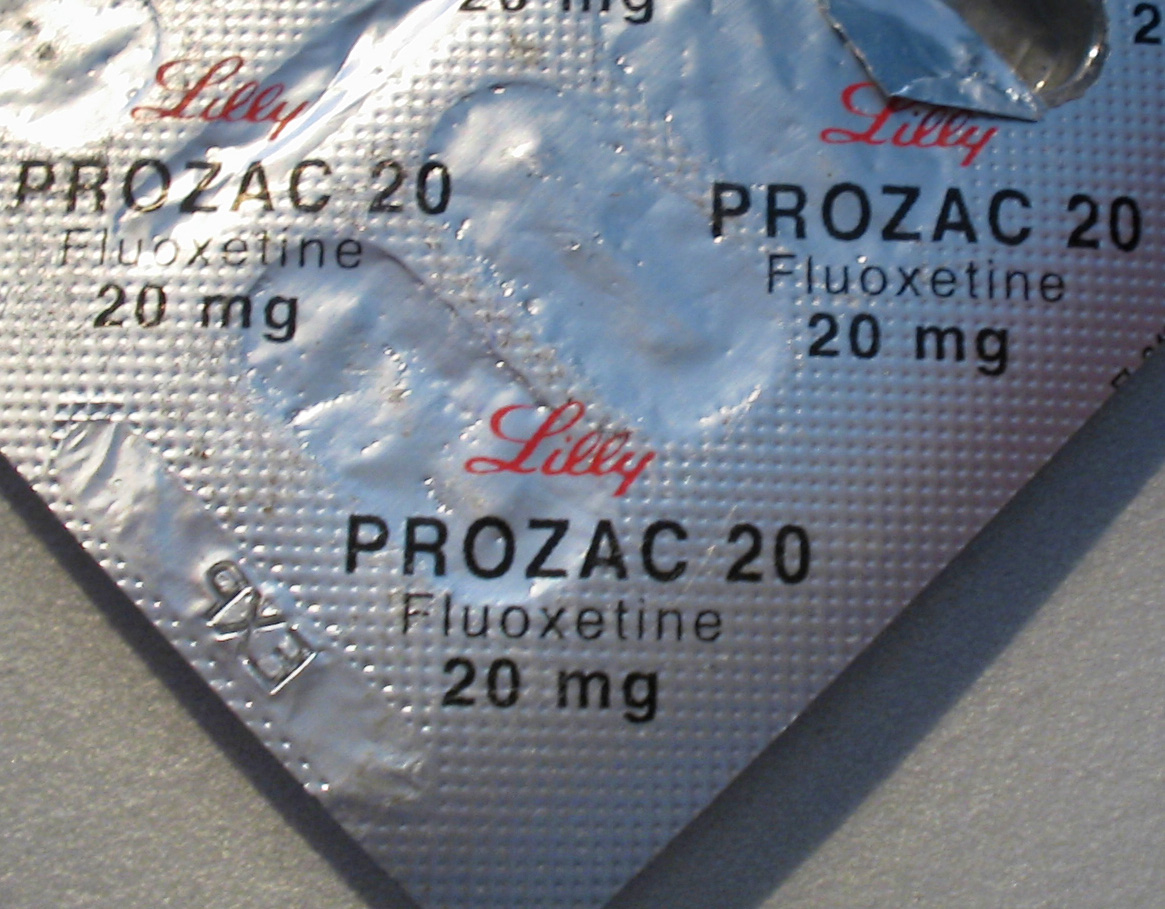
플루옥세틴(프로작), SSRI 중 하나

항우울제(抗憂鬱劑)는 주로 우울증을 완화하는 약제이다. 우울증, 조울증, 공황 장애, 강박성 장애, 섭식 장애, 기타 특정 불면증, 만성 동통 등에 투여되지만, 영국 글이 개발한 부프로피온 성분의 서방형 항우울제인 '웰부트린(Wellbutrin)'은 금연 치료 의약품으로 사용 가능하다.

## 효과
항우울제를 6-12개월 이상 복용하면 해마 크기가 정상으로 돌아오기 때문에 우울증 완치 후 복용을 천천히 줄이면 치료 효과가 유지된다.

## 역사
역사적으로 지금은 마약으로 분류되는 암페타민이 항우울제로 쓰였고 진정한 의미에서의 항우울제로 처음 발견되고 판매된 약은 1953년 처음 합성된 모노아민산화효소 억제제(MAOI) 계열의 약물인 이프로니아지드(iproniazid)이다. 그 후 삼환계 항우울제(TCA)와 선택적 세로토닌 재흡수 억제제(SSRI) 및 세로토닌–노르에피네프린 재흡수 억제제(SNRI)가 개발되었다. 미국 MSD사의 사환계 항우울제(tetracyclic antidepressant)계열의 NaSSA(Noradrenergic and specific serotonergic antidepressant)인 '레메론(미르타자핀)'이 시장에 유통되었다. 이러한 정형적인 항우울제 이외에도 비정형 항우울제(Atypical antidepressant)로는 트라조돈(Trazodone)이나 부프로피온(Bupropion), 보티옥세틴(Vortioxetine) 등이 있다.

## 주의 사항
우울증 때문에 항우울제를 복용할 시 효과가 빠르면 2-4주, 보통 2개월이 지나야 효과가 나타난다. 처음 약물치료를 할 때 6-12개월 복용하게 되는데 3개월 내에 중단 시 재발이 잘 된다. 재발 후 재복용할 경우 2-3년동안 더 길게 복용해야 한다.

## 자살과 관련된 행동
청소년 우울증 환자에겐 항우울제가 득보다 실이 클 수 있다는 연구결과가 있다. 영국 옥스퍼드 대학 의과대학 정신과 전문의 안드레아 시프리아니 박사는 9~18세의 우울증 환자 총 5천260명이 대상이 된 34건의 임상시험 자료를 종합분석하여 "청소년 우울증 환자들에게는 항우울제가 별 효과가 없고 자살 생각, 자살기도 같은 위험한 사태를 부를 위험이 있다"고 판단한 연구결과를 2016년 6월8일에 발표했다.
분석한 34건의 임상시험에서 청소년 우울증 환자에게 처방된 항우울제는 모두 14종류이고, 프로작(성분명: 플루옥세틴)말고는 득보다 실이 큰 것으로 나타났다. 에펙소(벤라팍신), 토프라닐(이미프라민), 심발타(둘록섹틴)가 부작용이 가장 커 복용중단율이 높은 것으로 나타났다. 시프리아니 박사는 우울증 청소년에게는 1차적으로 인지행동치료(CBT: cognitive behavioral therapy)나 다른 심리치료를 시행하는 것이 더욱 바람직하다고 강조했다.
주요우울장애를 앓고 있는 환자는 항우울제를 복용한다 할지라도, 질환의 뚜렷한 호전의 기미가 보일 때까지 우울 증상의 악화, 자살 충동과 자살 성향, 비정상적인 행동 변화의 발현을 경험할 수 있다. 단기간의 연구 결과, 만 24세를 초과한 성인의 경우, 항우울제가 자살 성향의 위험성을 증가시키지 않았고, 65세 이상의 노인의 경우, 항우울제에서 자살 성향의 위험성이 감소하였다. 우울증 및 기타 정신과적 질환 자체가 자살 위험성이 내재되어 있다. 항우울제로 치료를 시작한 모든 연령의 환자는 적절히 모니터링 되어야 하며 질환의 악화, 자살 성향 또는 다른 비정상적인 행동 변화가 있는지 주의 깊게 관찰되어야 한다. 환자의 가족이나 보호자 또한 환자를 주의 깊게 관찰하고 꼭 필요한 경우 의사에게 즉각 연락하도록 지도한다.
상당 기간 항우울제가 치료 초기에 특정 환자에게 자살 성향의 발생이나 우울증의 악화에 기여할 소지가 많다는 우려가 있었다. 치료 초기 수 개월 간 또는 용량 증감 시, 항우울제를 복용 중인 환자들의 임상적인 악화, 자살 성향 및 비정상적인 행동의 변화 여부를 적절하게 모니터링하고 주의 깊게 관찰해야 한다. 주요 우울 장애 뿐 아니라 정신 질환 및 비정신 질환성 적응증으로 항우울제를 복용하는 성인이나 소아 및 청소년 환자에게, 근심, 동요, 공황 발작, 불면, 과민성, 적개심, 공격성, 충동, 경조증 및 조증과 같은 증상들이 촉발될 수 있으므로, 자살 성향 발생의 전조 증상일 수 있다는 우려가 있다.
우울증의 지속적인 악화, 갑작스러운 자살 성향 또는 우울증 악화나 자살 성향의 전조 증상을 보이는 환자들에게, 우울 증상이 심각하고 갑작스럽게 나타나는 등 기저 질환이 수반될 경우엔 특히 약물 중단의 가능성을 비롯한 약물 치료의 변경을 감안해야 한다. 항우울제를 복용하는 환자의 가족 및 보호자들은, 초조, 흥분, 행동의 이상 변화 및 자살 등 공존 질환의 악화가 나타날 위험성에 대하여, 유심히 주의 깊게 관찰하고, 발견 즉시 의료인에게 즉각 보고 해야 한다. 가족과 보호자는 매일 이같은 관찰을 해야 하고, 자살 목적 등 과량 투여의 위험을 막기 위해 항우울제는 최소량부터 처방되어야 한다.

## 부작용
복용 시 약간 졸리거나 머리가 멍해질 수 있으나 점차 괜찮아진다. 과거에 비해 현대에 쓰이는 항우울제는 부작용이 적은 편이다.

## 주요 개발사
- 일라이 릴리 앤드 컴퍼니
- 화이자
- 룬드벡
- 글락소스미스클라인
- MSD

## 같이 보기
- 우울증
- 향정신약제